# أبريل لوف جوردن
أبريل لوف جوردن هي عارضة فلبينية، ولدت في 10 أبريل 1988 في سانتا كروز ‏ في الفلبين.